# Dendrobium melanostictum
Dendrobium melanostictum är en orkidéart som beskrevs av Rudolf Schlechter. Dendrobium melanostictum ingår i släktet Dendrobium, och familjen orkidéer. Inga underarter finns listade i Catalogue of Life.